# Secretaria de Assistência e Desenvolvimento Social do Estado da Bahia
| Secretaria de Assistência e Desenvolvimento Social do Estado da Bahia |                                                                       |
| Centro Administrativo da Bahia, Quinta Avenida SEADES                 |                                                                       |
| Criação                                                               | 21 de dezembro de 2001 (23 anos) (recriado em 16 de dezembro de 2022) |
| Atual secretário                                                      | Fabya Reis                                                            |

A Secretaria de Assistência e Desenvolvimento Social do Estado da Bahia (SEADES) é uma secretaria governamental do Estado da Bahia, no Brasil, que possui origens na Secretaria de Combate à Pobreza e às Desigualdades Sociais criada em 2001 e foi recriada pela reforma administrativa de 2022 promovida pela lei estadual nº 14.521, de 15 de dezembro de 2022, determinou a criação da SEADES a partir do desmembramento da atualmente extinta Secretaria de Justiça, Direitos Humanos e Desenvolvimento Social (SJDHDS). 
O objeto das políticas públicas desenvolvidas por esta Secretaria estadual se refere ao planejamento, a coordenação, a execução e a fiscalização das políticas de assistência e desenvolvimento social, segurança alimentar e nutricional e as políticas sobre drogas.

## História
O embrião institucional da SEADES se encontra na Secretaria de Combate à Pobreza e às Desigualdades Sociais (SECOMP), órgão da administração pública direta do Estado da Bahia criado pela lei estadual nº 7.988, de 21 de dezembro de 2001.
Em 28 de dezembro de 2006, após a eleição de Jaques Wagner como governador do Estado da Bahia, a SECOMP foi convertida em Secretaria de Desenvolvimento Social e Combate à Pobreza (SEDES) com a aprovação pela Assembleia Legislativa do Estado da Bahia da lei estadual nº 10.549/2006.
Em 11 de dezembro de 2014, a SEDES foi extinta e suas atribuições foram incorporadas pela Secretaria de Justiça dando origem à denominada Secretaria de Justiça, Direitos Humanos e Desenvolvimento Social com a reforma administrativa no governo estadual da Bahia realizada em 2014 como consequência da eleição de Rui Costa para o cargo de governador da Bahia, modificação organizacional realizada com apoio do novo governador.
Oito anos depois, em 2022, após a eleição de Jerônimo Rodrigues para governador do Estado da Bahia, foi promulgada a lei estadual nº 14.521, de 15 de dezembro de 2022 pela qual ocorreu uma reforma administrativa estadual que recriou a pasta especializada na administração direta estadual para o desenvolvimento de políticas públicas de assistência social que passou a ter o nome de Secretaria de Assistência e Desenvolvimento Social do Estado da Bahia (SEADES), tendo sido nomeada a socióloga itamarajuense Fabya Reis para ocupar o cargo público de secretária estadual.

## Titulares
| Nº      | Foto    | Nome                            | Órgão                                                                          | Início                 | Fim                    | Governador         |
| ------- | ------- | ------------------------------- | ------------------------------------------------------------------------------ | ---------------------- | ---------------------- | ------------------ |
| 1       |         | Clodoveo Piazza                 | Secretaria de Combate à Pobreza e às Desigualdades Sociais (SECOMP)            | 2001                   | 2003                   | César Borges       |
| 2       |         | Clodoveo Piazza                 | Secretaria de Combate à Pobreza e às Desigualdades Sociais (SECOMP)            | 2003                   | 2006                   | Paulo Souto        |
| 3       |         | Valmir Assunção                 | Secretaria de Combate à Pobreza e às Desigualdades Sociais (SEDES)             | 2007                   | 31 de março de 2010    | Jaques Wagner      |
| 4       |         | Arany Santana Neves Santos      | Secretaria de Combate à Pobreza e às Desigualdades Sociais (SEDES)             | 31 de março de 2010    | 27 de janeiro de 2011  | Jaques Wagner      |
| 5       |         | Carlos Alberto Lopes Brasileiro | Secretaria de Combate à Pobreza e às Desigualdades Sociais (SEDES)             | 27 de janeiro de 2011  | 6 de abril de 2012     | Jaques Wagner      |
| 6       |         | Mara Moraes                     | Secretaria de Combate à Pobreza e às Desigualdades Sociais (SEDES)             | 2012                   | 11 de dezembro de 2014 | Jaques Wagner      |
| Extinto | Extinto | Extinto                         | Extinto                                                                        | 11 de dezembro de 2014 | 16 de dezembro de 2022 | Rui Costa          |
| 7       |         | Fabya Reis                      | Secretaria de Assistência e Desenvolvimento Social do Estado da Bahia (SEADES) | 1 de janeiro de 2023   | —                      | Jerônimo Rodrigues |

## Órgãos colegiados
Estão vinculados à SEADES os seguintes órgãos colegiados de administração pública estadual: 
- Conselho Estadual de Assistência Social (CEAS)[13];
- Conselho de Segurança Alimentar e Nutricional do Estado da Bahia (CONSEA/BA);
- Conselho Estadual de Políticas sobre Drogas (CEPAD)